# TV-året 1994

## Händelser

### Maj
- Maj – SVT:s Rapport vinner en internationell utmärkelse bland 71 tävlande med specialpris för dess vetenskapliga framställning [1].

### Juni
- 30 juni - Kabelnämnden i Sverige upphör.[2]

### Juli
- 1 juli - Granskningsnämnden för radio och TV i Sverige bildas.

### Oktober
- Oktober - Sverige och Norge skakas av våld bland barn i förskoleåldern, vilket får debatten om underhållningsvåld att sätta fart igen.[3] Power Rangers och Darkwing Duck hör till de tecknade TV-serier som slutar visas i Sverige.
- 24 oktober - Premiär norska TV-morgonprogrammet "God morgen Norge"[4] på norska  TV 2, första morgonprogram i Norge och andra i Norden

### December
- 5 december – SVT:s Rapport firar 25-årsjubileum.[3]

## TV-program

### Sveriges Television
- 1 oktober - Premiär för TV-serieversionen av Bert vid ett avbrott i underhållningsprogrammet Det kommer mera. Bert visas sedan tolv gånger de kommande lördagskvällarna [5].
- Ni bad om det
- Planeten Pi
- 1 december - Årets julkalender är Håll huvet kallt. [6]

### TV3
- 19 mars - Premiär för TV-spelsprogrammet Funhouse (tidigare visat i ZTV).
- Den svenska versionen av Tutti frutti med Bruno Wintzell och Dominika Peczynski börjar sändas.

### TV4
- 21 september - Premiär för Tre kronor
- 6 september - Premiär för den australiska TV-serien Kvinnofängelset
- 14 oktober - Premiär för den australiska TV-serien Innan lyckan vänder

## Avlidna
- 22 januari – Telly Savalas, 72, amerikansk skådespelare (Kojak).
- 25 april – David Langton, 82, brittisk skådespelare (Herrskap och tjänstefolk).
- 30 november – Lionel Stander, 86, amerikansk skådespelare (Par i hjärter).

### Fotnoter
1. ↑  John Pohlmans blogg 21 november 2010 - TV-väder historik del 9 Arkiverad 15 december 2010 hämtat från the Wayback Machine.
2. ↑  ”Avveckling av Radionämnden, Kabelnämnden, Närradionämnden och Styrelsen för lokalradiotillstånd”. Sveriges riksdag. 19 maj 1994. https://www.riksdagen.se/sv/Dokument-Lagar/Utredningar/Kommittedirektiv/Avveckling-av-Radionamnden-Ka_GIB144/. Läst 18 juli 2015.
3. 1 2   Horisont 1994. Bertmarks
4. ↑  God morgen Norge tv2 Norge (läst 31 oktober 2016)
5. ↑  IMDB - Bert
6. ↑  ”Jultradition”. Arkiverad från originalet den 25 april 2012. https://web.archive.org/web/20120425112719/http://www.jultradition.se/tv.htm. Läst 26 mars 2011.